# 의봉
의봉(儀鳳, 676년 11월 ~ 679년 6월)은 당나라(唐) 고종(高宗) 이치(李治)의 아홉번째 연호이다. 2년 7개월 동안 사용하였다. 
연호를 조로(調露)로 개원하기 전에《구당서》(舊唐書)와 《신당서》(舊唐書)의 기록에서는 의봉 3년(678년) 12월 경에 연호를 통건(通乾)으로 정하고, 다음해 1월에 개원하려 하였다. 그러나, 연호의 의미가 좋지 않다 하여, 개원을 취소한다. 연호 개원 취소 이후, 의봉 4년(679년) 6월에 조로로 다시 개원한다.

## 개원
- 상원(上元) 3년 11월 8일[1](676년 12월 18일)에 연호를 의봉(儀鳳)으로 개원함.[2][3][4][5]

- 의봉(儀鳳) 4년 6월 3일[6](679년 7월 15일)에 연호를 조로(調露)로 개원함.[2][3][4][5]

## 연대 대조표
| 의봉       | 원년       | 2년        | 3년        | 4년        |
| 서기(西紀) | 676년      | 677년      | 678년      | 679년      |
| 간지(干支) | 병자(丙子) | 정축(丁丑) | 무인(戊寅) | 기묘(己卯) |

## 같이 보기
- 중국의 연호 목록